# Polypodium taenitis
Polypodium taenitis là một loài dương xỉ trong họ Polypodiaceae. Loài này được Roth mô tả khoa học đầu tiên năm 1821.
Danh pháp khoa học của loài này chưa được làm sáng tỏ. 